# Hydrangea quercifolia
Espèce
Classification APG II (2003)
L'Hortensia à feuilles de chêne - Hydrangea quercifolia - est un arbuste de la famille des Hydrangeacées originaire d'Amérique du Nord.

## Position taxinomique
Cette espèce compte un synonyme : Hydrangea radiata Sm. (1791) (il s'agit d'un homonyme de Hydrangea radiata Walter lui-même synonyme de Hydrangea arborescens subsp. radiata (Walter) E.M.McClint.)

## Description
Il s'agit d'un arbuste caduc, à port très buissonnant et touffu, ne dépassant pas 2 m de haut.
Les feuilles sont vert moyen, larges et glabres : leur forme multilobée (généralement pentalobée) rappelle celle des feuilles de chêne, particularité à l'origine de l'épithète spécifique.
En été, la plante produit de larges inflorescences, à petites fleurs fertiles internes blanches, entourées de grandes fleurs stériles blanches.

## Utilisation
Il s'agit d'une espèce très largement utilisée comme arbuste ornemental et qui se trouve aisément en France. Elle peut s'accommoder d'un substrat neutre.
De nombreuses variétés, cultivars et hybrides horticoles sont disponibles, dont :
- Hyndrangea quercifolia 'Alice' - variété virant au rose en fin de floraison
- Hyndrangea quercifolia 'Burgundy' - variété blanche virant au rose-rouge
- Hyndrangea quercifolia 'Harmony' - variété à très grandes panicules blanches
- Hyndrangea quercifolia 'Ice Crystal' - variété à très grandes fleurs stériles
- Hyndrangea quercifolia 'Little Honey' - variété à feuillage doré
- Hydrangea quercifolia 'Snow Flake' - variété à très grandes panicules aux fleurs stériles doubles blanches abondantes
- Hydrangea quercifolia 'Snow Queen' - variété à très grandes panicules restant dressées
- Hydrangea quercifolia 'Sike's Dwarf' - variété de taille réduite...

Les recherches variétales ont surtout porté sur l'accroissement de la taille des panicules et l'augmentation du nombre de fleurs stériles.

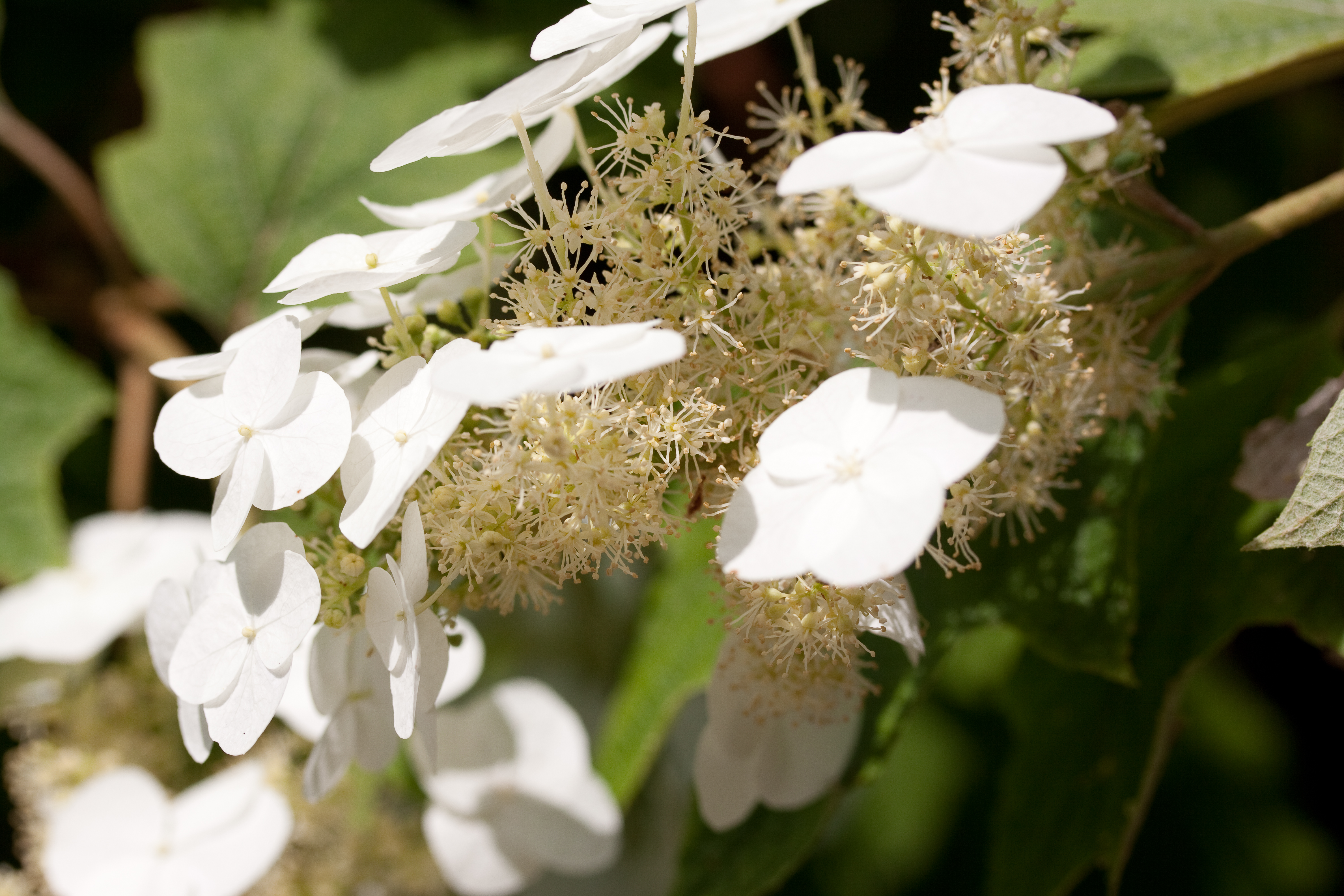
Fleurs
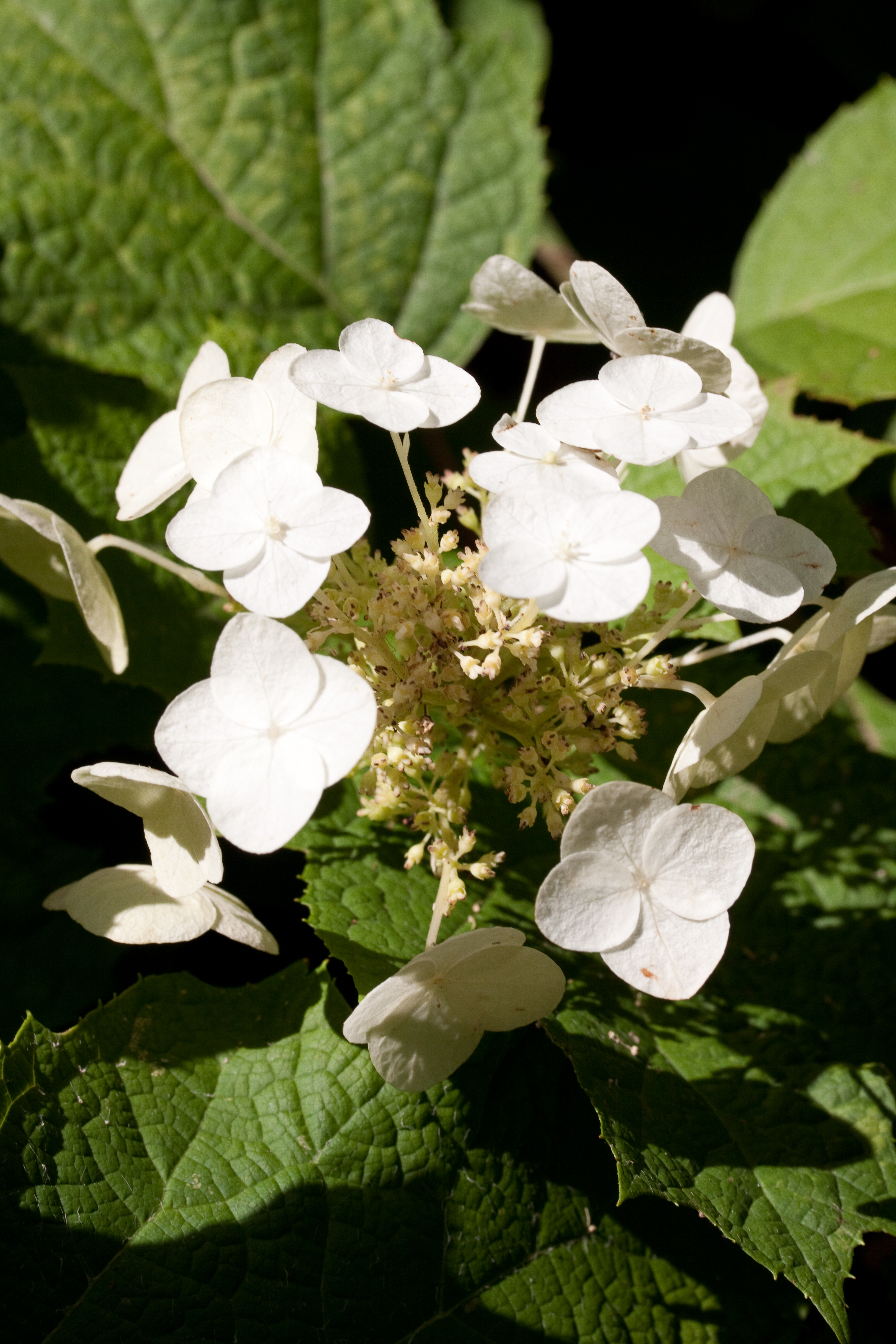
Fleurs
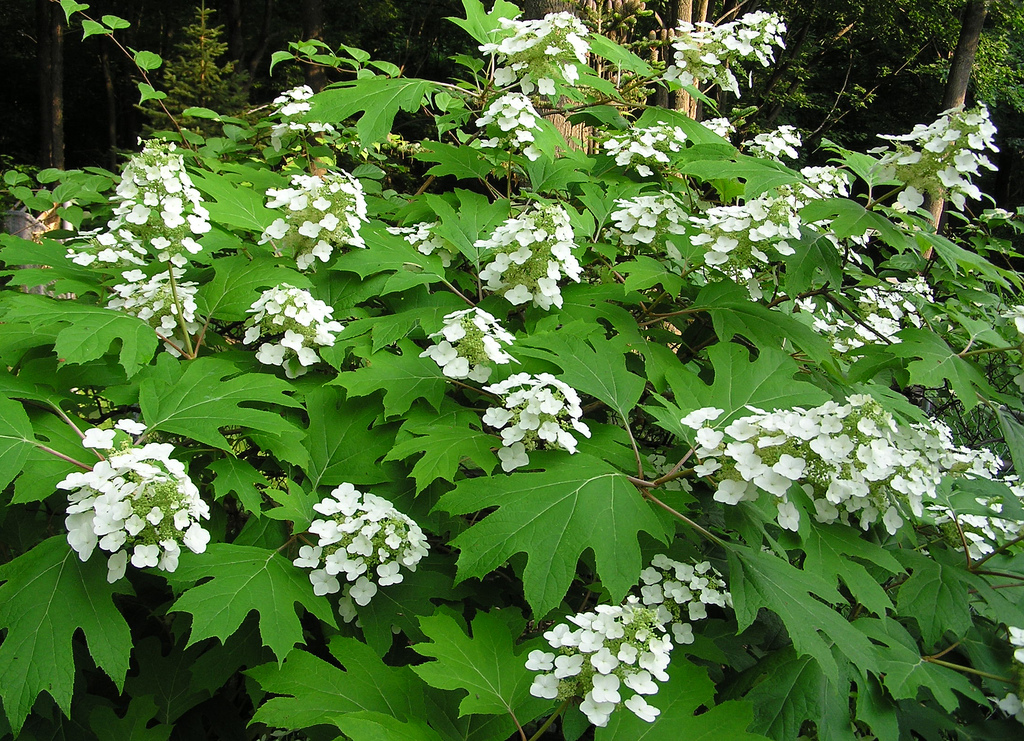
Floraison
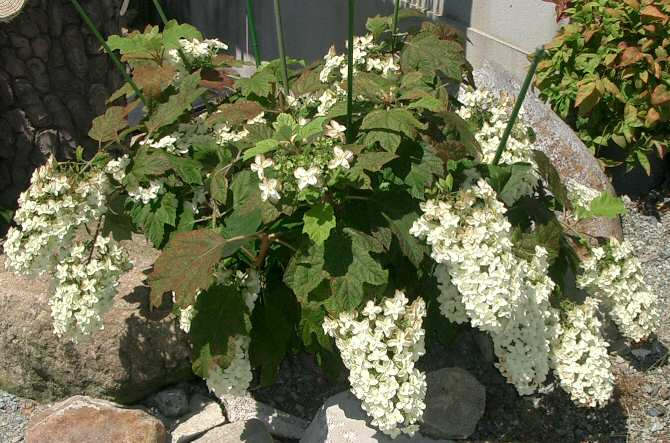
Floraison (au Japon)
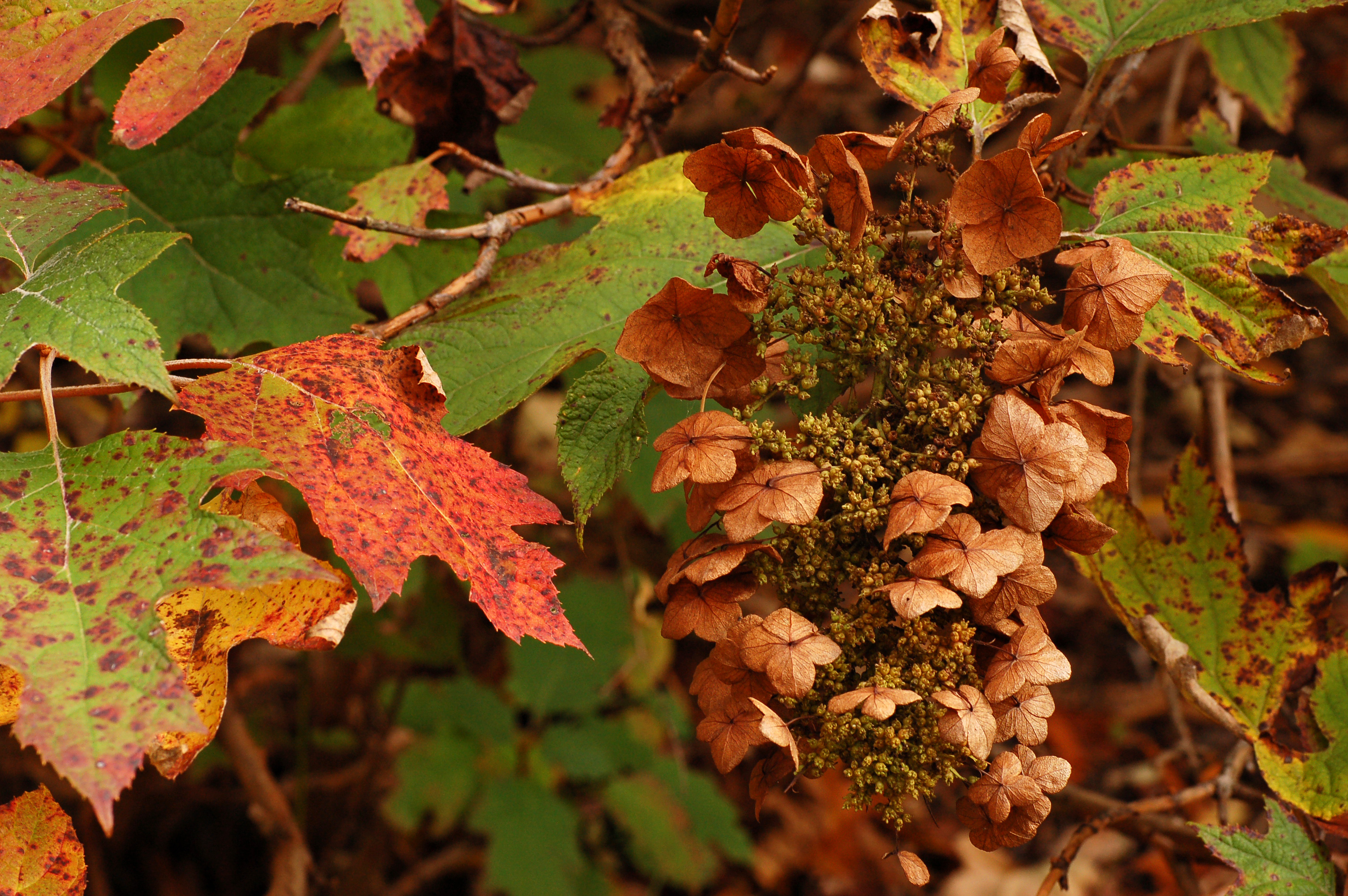
Coloration automnale